# In Bloom
In Bloom (engl. für „in voller Blüte“) ist ein Lied der US-amerikanischen Rockband Nirvana. Es erschien am 30. November 1992 und war die vierte und letzte Singleauskopplung aus ihrem Album Nevermind, das im September 1991 veröffentlicht wurde.

## Text und Bedeutung
Der von Nirvana-Frontmann Kurt Cobain geschriebene Text sollte eine Art Parodie auf den typisch amerikanischen Kleinstädter sein, der alle Gassenhauer mitsingt (…and he likes to sing along), mit seinem Gewehr hantiert (…and he likes to shoot his gun), jedoch keine Ahnung hat (…but he knows not what it means) und nicht einmal innehält, um über seine Situation nachzudenken.
Ebenfalls kritisiert wird die „hirnlose“ Person, die stumpfsinnig – und ohne selbst Bescheid zu wissen – überall „mitzieht“ und sich für Meinungen einsetzt, die sie selbst nicht ansatzweise versteht.

## Titelliste der Single
Neben der Albumversion befinden sich die Lieder Sliver, ursprünglich selbst als Single bei Sub Pop veröffentlicht, sowie auf dem Album Incesticide, und Polly, als Albumversion auf Nevermind befindlich, als Liveversionen auf der Single. Die Aufnahmen entstanden während eines Konzertes am 28. Dezember 1991 im O’Brien Pavilion in Del Mar.
1. In Bloom (LP-Version) – 4:15
2. Sliver (Live, 1991) – 2:06
3. Polly (Live, 1991) – 2:47

## Musik

Melodie und Akkorde aus Nirvanas Titel In Bloom

Der Klang von In Bloom ist etwas härter als der der anderen Songs auf Nevermind und schwankt zwischen teilweiser Bass/Schlagzeug-Begleitung des Gesangs und längeren Gitarrensoli.

## Video
Das Musikvideo, in schwarz-weiß-Ästhetik gehalten, ist eine Anspielung auf den Auftritt der Beatles bei der Ed Sullivan Show 1964. In dem Video macht Nirvana zunächst einen gepflegten Eindruck und die Bandmitglieder tragen Anzüge, mit fortlaufender Dauer zeigt die Band mehr und mehr das Image der Grungeband und zerstört am Ende die Instrumente und einen Teil der Kulisse. 1993 wurde das Video bei den MTV Video Music Awards 1993 mit dem Preis für das Best Alternative Video ausgezeichnet.
Auf der Sub-Pop-Videokompilation Sub Pop Video Network Programme 1 erschien 1990 ein anderes Video zu dem Titel. Dieses Video wurde auf den DVDs With the Lights Out und NIRVANA – Talk to Me 1989-1993 veröffentlicht. Es war das erste Musikvideo von Nirvana.

## Kommerzieller Erfolg

### Chartplatzierungen
In Bloom erreichte in verschiedenen Ländern Chartplatzierungen in den Top 100, darunter Platz 28 im Vereinigten Königreich. In Neuseeland belegte das Lied Platz 20, in Schweden Rang 30 und in den Niederlanden Position 87. In Deutschland konnte sich die Single dagegen nicht in den Charts platzieren.

### Auszeichnungen für Musikverkäufe
In Bloom wurde im Jahr 2024 für über 400.000 verkaufte Einheiten im Vereinigten Königreich mit einer Goldenen Schallplatte ausgezeichnet.
| Land/Region                  | Auszeichnungen für Musikverkäufe (Land/Region, Auszeichnung, Verkäufe) | Verkäufe  |
| ---------------------------- | ---------------------------------------------------------------------- | --------- |
| Australien (ARIA)            | Platin                                                                 | 70.000    |
| Vereinigte Staaten (RIAA)    | 2× Platin                                                              | 2.000.000 |
| Vereinigtes Königreich (BPI) | Gold                                                                   | 400.000   |
| Insgesamt                    | 1× Gold · 3× Platin ·                                                  | 2.470.000 |

Hauptartikel: Nirvana (US-amerikanische Band)/Auszeichnungen für Musikverkäufe

## Trivia
Die Musikzeitschrift Rolling Stone wählte das Lied in die 500 besten Singles aller Zeiten. Es rangiert an 407. Stelle. Die Zeitschrift Guitar World platzierte den Song auf den 65. Platz bei der Zusammenstellung der 100 größten Gitarrensoli.